# Marth (Fire Emblem)
(Marth)
Marth (マルス?, Marusu) è il primo protagonista della saga fantasy Fire Emblem, sviluppata da Nintendo e Intelligent Systems e appare nel primo titolo della serie, Fire Emblem: Ankoku Ryū to Hikari no Ken, e nel suo sequel, Fire Emblem: Monshō no Nazo, nei quali ricopre il ruolo di personaggio principale. Ritorna come protagonista nel remake del primo gioco, Fire Emblem: Shadow Dragon. Inoltre è stato il primo rappresentante della saga in Super Smash Bros.

## Biografia

### Guerra delle Ombre
Dopo lo scoppio della Guerra delle Ombre e la partenza di suo padre, re Cornelius, corso a respingere l'inaspettato attacco dell'impero Doluna, Marth, inizialmente rimasto nel palazzo assieme alla madre Liza e alla sorella Ellice, decide di raggiungere il padre e aiutarlo sul campo di battaglia assieme ad alcuni cavalieri d'Altea (Abel, Jagen e Frey), fuggendo grazie all'aiuto del sacerdote Malledus. Durante il loro percorso incontreranno un altro cavaliere alteano, Cain, venuto a riportare la tragica dipartita di Cornelius per mano di Garnef, il Pontefice Oscuro, e del tradimento delle vicine nazioni di Gra e Grust, i cui reggenti sono più che mai decisi a trovare Marth ed eliminarlo. Perciò, quest'ultimo è costretto a fuggire in esilio nella vicina nazione di Talys con tutti i membri del proprio gruppo ad eccezione di Frey, il quale si sacrifica, vestendosi come Marth allo scopo di attirare i nemici nella direzione opposta rispetto a quella presa dai propri compagni.
Dopo la caduta di Altea e il suo arrivo a Talys, dove trascorrerà i successivi due anni, Marth stringe un fortissimo legame con la principessa del regno, Shiida, ma dopo aver aiutato re Mostyn a respingere l'invasione dei pirati di Galder, parte di nuovo, sotto consiglio del monarca stesso, assieme ai suoi compagni.
La prima tappa del gruppo è il regno di Aurelis, dove Marth farà amicizia con Hardin, il principe del regno, e in seguito, il giovane principe riceve dalla principessa Nyna di Akaneia l'Emblema di Fuoco, simbolizzando la scelta di Marth come ultima speranza di salvezza dall'impero Doluna. Dopo la vana ricerca della sacra spada Falchion, appartenuta al defunto padre, Marth fa ritorno ad Altea dove scopre della morte della madre, uccisa dal malvagio Morzas, e del rapimento di Ellice da parte di Garnef in persona. Vedendolo distrutto dal dolore, Malledus e Nyna gli suggeriscono di prendersi un po' di tempo per sé stesso, ma il principe rifiuta, decidendo di avanzare nella lotta contro Garnef, il quale nel frattempo stringe fra le proprie grinfie la sacra Falchion, sottratta dal corpo senza vita di re Cornelius.
Durante la battaglia contro il malvagio Garnef, Gotoh, il Saggio Bianco, e il suo allievo Thabes riescono ad ucciderlo grazie al potente tomo magico Bagliore di Stelle, permettendo a Marth di recuperare Falchion e di salvare Ellice, tenuta prigioniera in una torre. Tuttavia non è finita: grazie alla magia nera di Garnef, Medeus, il Drago Ombra, ritorna in vita, dando il via alla battaglia finale, che vede Marth uscirne vincitore brandendo Falchion, proprio come successe circa cento anni prima dopo il confronto del drago con Anri, eroe da cui Marth stesso discende.
La morte di Medeus segnala la fine della guerra e Marth, incoraggiato da Nyna, rivela a Shiida di essere innamorato di lei ormai da tanto tempo e, quando la ragazza rivela di ricambiarlo, i due finalmente si fidanzano.

### Guerra degli Eroi
Dopo la sconfitta dell'impero Doluna, Marth è impegnato nella ricostruzione di Altea e a fissare la data delle nozze con Shiida, fino a quando non viene interrotto da Hardin, ora sposato con Nyna e diventato l'imperatore di Akaneia, il quale, esercitando da sempre un'autorità maggiore rispetto agli altri sovrani, obbliga Marth ad intervenire per sedare la ribellione del regno di Grust insieme al generale dell'esercito di Akaneia, Lang: i ribelli sono guidati da Lorenz, un alleato di Marth durante la Guerra delle Ombre, il cui scopo è quello di proteggere le vite di persone innocenti, tra cui gli eredi al trono di Grust, Yuliya e Jubelo, da Hardin, ormai divenuto un tiranno spietato e sanguinario. Lorenz riesce a mettere al corrente Marth del cambiamento dell'amico e ad affidargli i due principi prima di rimanere ucciso nella battaglia seguente. Successivamente Lang prenderà in custodia Yuliya e Jubelo nonostante il disappunto di Marth, il quale è nel frattempo costretto ad avanzare nei territori del regno di Medonia per sedare un'altra ribellione, scoppiata a causa del rapimento della principessa Minerva, altra alleata di Marth, catturata a seguito di un'imboscata. Grazie all'aiuto delle Tre Eburnee (le sorelle Easther, Paula e Catria), riescono ad arrivare nel luogo dov'è rinchiusa la principessa solo per scoprire che era già stata liberata da suo fratello maggiore Michaelis, re di Medonia, venendo però a conoscenza della misteriosa scomparsa di Marian, la principessa minore di Medonia, e di Lena, una giovane sacerdotessa originaria di Grust.
Il gruppo presto incontrerà Linde, maga dai formidabili poteri al diretto servizio di Nyna, la quale, su richiesta di quest'ultima, donerà a Marth una seconda volta l'Emblema di Fuoco. Dopodiché Marth riceve da Lang l'ordine di catturare Yuliya e Jubelo, fuggiti dalla prigione dov'erano rinchiusi grazie ad un uomo di nome Ogma: il giovane principe si rifiuterà di obbedire ad ogni ordine del folle generale, decidendo di parlare direttamente con Hardin delle crudeltà commesse dall'uomo, riuscendo apparentemente a convincerlo a destituire Lang dalla carica di generale; ma in realtà, avendo preso la richiesta di Marth come un atto di tradimento, Hardin ordina proprio a Lang di assediare Altea. Perciò Ellice, che verrà in seguito catturata, decide di distrarre le truppe nemiche in modo da permettere a Shiida di raggiungere Marth e metterlo al corrente della terribile situazione che si è configurata.
Dopo aver sconfitto definitivamente Lang, Marth riceverà un messaggio da Gotoh, il quale spiega al giovane principe che in realtà Hardin non sta agendo per volontà propria, bensì per quella di Garnef, sopravvissuto grazie alla Sfera Oscura, che ha successivamente donato ad Hardin con un inganno in modo da soggiogarlo al proprio volere; fortunatamente Hardin può ancora essere salvato, a condizione che venga esposto alla luce della Sfera Sacra, divisa in dodici frammenti sparsi un po' ovunque. Quindi Marth si appresterà a raccoglierne i frammenti percorrendo il Cammino di Anri, percorso affrontato dal suo antenato per sconfiggere Medeus un secolo prima, per poi raggiungere Gotoh, il quale provvederà in prima persona a ricostituire la Sfera Sacra usando i frammenti recuperati da Marth, per poi incaricare quest'ultimo di collezionare le leggendarie Pirogemme, necessarie per ridestare il vero potere dell'Emblema di Fuoco.
In seguito ad un'altra serie di avventure, Marth riuscirà a raccogliere tutte le Pirogemme, tranne una, e, arrivato a Pales, capitale dell'impero akaneiano, si confronterà con Hardin, usando la Sfera Sacra per annullare gli effetti della Sfera Oscura; tuttavia ormai Hardin è completamente fuori controllo e costringe Marth ad ucciderlo. In punto di morte, Hardin consegnerà l'ultima Pirogemma a Marth e gli chiederà di salvare Nyna da Garnef, a cui egli stesso l'aveva consegnata quando era sotto il suo controllo. Il piano di Garnef è radunare quattro sacerdotesse (Marian, Lena, Nyna ed Ellice) e di sacrificarle a Medeus attraverso un rituale per permettere a quest'ultimo di resuscitare, perciò Marth e il suo gruppo si dirigeranno al Tempio del Drago per fermare Garnef con l'Emblema di Fuoco ormai completo e ritornato alla sua vera forma: lo Scudo Rilegato.
Marth riesce a fermare in tempo il rituale e a liberare le quattro nobili sacerdotesse, eliminando Garnef una seconda volta grazie al tomo Bagliore di Stelle, recuperato da Michaelis in un tentativo di sconfiggere il Pontefice Oscuro personalmente. Nonostante tutto Medeus riesce a resuscitare ugualmente, confrontandosi una seconda e ultima volta con Marth, il quale, forte della sacra Falchion e del vero potere dall'Emblema di Fuoco, riesce ad ucciderlo una volta per tutte, venendo successivamente acclamato dalla gente come un eroe e proclamato Imperatore di Akaneia, convolando in seguito a nozze con Shiida: grazie a re Marth, l'intero continente può vivere un'epoca d'oro, dove la pace regna sovrana.

## Accoglienza
A causa della non esportazione di Fire Emblem fino ai primi anni duemila, Marth era conosciuto solo in Giappone, ma grazie alle sue apparizioni nella celebre saga picchiaduro Super Smash Bros. ha incominciato ad acquisire popolarità oltreoceano.

## Apparizioni
- Fire Emblem: Ankoku Ryū to Hikari no Ken, distribuito dalla Nintendo Entertainment System (Famicom) nel 1990 (anche nel "Book I" di Monshō no Nazo)
- Fire Emblem: Monshō no Nazo, distribuito per il Super Nintendo Entertainment System (Super Famicom) nel 1993 (anche "Book II")
- Appare come protagonista, con il nome Mars Rowel, nell'adattamento anime OAV, pubblicato nel 1996 in Giappone dalla K.S.S.; narra sia la storia del Book 1 che del Book 2. Date le scarse vendite, se ne è interrotta la produzione a soli due episodi.
- Super Smash Bros. Melee come personaggio sbloccabile assieme a Roy.
- Super Smash Bros. Brawl come personaggio sbloccabile assieme a Ike.
- Super Smash Bros. per Nintendo 3DS e Wii U come personaggio giocabile assieme ad Ike, Roy, Lucina, Corrin e Daraen.
- Marth ritorna anche in Fire Emblem: Shadow Dragon, ultimo episodio della saga, apparso su Nintendo DS, e Remake dell'originale Fire Emblem: Ankoku Ryū to Hikari no Ken.

Ha fatto inoltre un cameo nel videogioco Tokyo Mirage Sessions ♯FE, creato dalla collaborazione tra Fire Emblem e Shin Megami Tensei, oltre che a ritornare come personaggio giocabile nel gioco per dispositivi android Fire Emblem Heroes, approdando successivamente su Nintendo Switch nel videogioco Fire Emblem Warriors.